# Riri Riza
Riri Riza, pseudonyme de Muhammad Rivai Riza, est un réalisateur indonésien né le 2 octobre 1970 à Makassar.

## Biographie
Riza a obtenu son diplôme en réalisation cinématographique à l' Institut des beaux-arts de Jakarta  en 1993. Son travail de diplôme intitulé Sonata kampung bata (Sonate du village de briques) a remporté la troisième place au festival du court métrage d'Oberhausen de 1994. En 1995 il réalise deux épisodes de la série documentaire Anak seribu pulau (Les enfants des mille îles).
C'est à la fin des années 1990 que Riza participe à la réalisation de sa première œuvre collective, Kuldesak (Cul-de-sac), en collaboration avec les réalisateurs Mira Lesmana, Nan Triveni Achnas et Rizal Mantovani. Mais c'est avec son premier long métrage personnel, Petualangan Sherina (L'aventure de Sherina), qu'il s'affirme comme réalisateur, en 2000.
En collaborant avec Mira Lesmana il devient également producteur. Leur film Ada apa dengan Cinta? (Que se passe-t-il avec Cinta ?), réalisé par Rudi Soedjarwo, a été vu par deux millions de spectateurs en 2002, un record pour le cinéma indonésien. Après avoir étudié la profession de scénariste au Royaume-Uni, il écrit le scénario de son film Eliana, Eliana.

## Filmographie

### Réalisateur
- 1999 : Kuldesak (Cul-de-sac)
- 2000 : Petualangan Sherina (L'aventure de Sherina)
- 2002 : Eliana, Eliana
- 2005 : Gie
- 2005 : Untuk Rena (Pour Rena)
- 2007 : 3 hari untuk selamanya (Trois jours pour toujours)
- 2008 : Laskar pelangi, d'après le livre homonyme d'Andrea Hirata
- 2008 : Takut: Faces of Fear: segment "Incarnation of Naya"
- 2008 : Drupadi
- 2009 : Sang pemimpi, d'après le livre homonyme d'Andrea Hirata
- 2013 : Sokola Rimba

### Scénariste
- 2002 : Eliana, Eliana
- 2005 : Gie
- 2008 : Laskar pelangi
- 2009 : Sang pemimpi

### Producteur
- 2002: Ada apa dengan Cinta? (Que se passe-t-il avec Cinta ?)
- 2002 : Eliana, Eliana
- 2003 : Rumah ketujuh (La septième maison)
- 2008 : Babi buta yang ingin terbang (Le cochon aveugle qui voulait voler) (producteur associé)

### Directeur artistique
- 1998-1999 : Great Performances (série TV)

### Directeur de la production
- 1991 : Air dan Romi (Eau et Romi)
- 1995 : Bulan tertusuk ilalang, adaptation du livre homonyme